# Myrmica arnoldii
Myrmica arnoldii är en myrart som beskrevs av Gennady M. Dlussky 1963. Myrmica arnoldii ingår i släktet rödmyror, och familjen myror. Inga underarter finns listade i Catalogue of Life.